# The Public and Private Care of Infants
The Public and Private Care of Infants è un cortometraggio muto del 1912 diretto da Charles M. Seay.

## Produzione
Il film fu prodotto dalla Edison Manufacturing Company.

## Distribuzione
Distribuito dalla General Film Company, il film - un cortometraggio in una bobina - uscì nelle sale cinematografiche degli Stati Uniti il 16 dicembre 1912. Copia della pellicola è conservata negli archivi del MOMA (Thomas A. Edison, Incorporated, collection). Il film è stato inserito in un'antologia in DVD distribuita nel 2005 dalla Kino on Video dal titolo Edison The Invention of the Movies  (1891-1918).